# Fréchet-Aure
Fréchet-Aure – miejscowość i gmina we Francji, w regionie Oksytania, w departamencie Pireneje Wysokie.
Według danych na rok 1990 gminę zamieszkiwało 15 osób, a gęstość zaludnienia wynosiła 4 osób/km² (wśród 3020 gmin regionu Midi-Pireneje Fréchet-Aure plasuje się na 1048. miejscu pod względem liczby ludności, natomiast pod względem powierzchni na miejscu 1591.).